# Chráněná krajinná oblast Litovelské Pomoraví
Chráněná krajinná oblast Litovelské Pomoraví (CHKO Litovelské Pomoraví) je chráněná krajinná oblast v Česku. Vyhlášena byla 15. listopadu 1990. Správa CHKO sídlí v Litovli, Dům přírody se nachází v Horce nad Moravou. Rozloha CHKO činí 93 km², nadmořská výška se pohybuje v rozmezí 209 až 345 metrů, nejvyššími body jsou vrcholy Jeleního vrchu a Třesína.
CHKO Litovelské Pomoraví se nachází na severu střední Moravy mezi městy Olomouc a Mohelnice. Vyhlášena byla z důvodu ochrany přirozeného meandrujícího toku řeky Moravy a něj navazujícího komplexu lužních lesů. Území je rovněž chráněno jako ptačí oblast.

## Přírodní podmínky

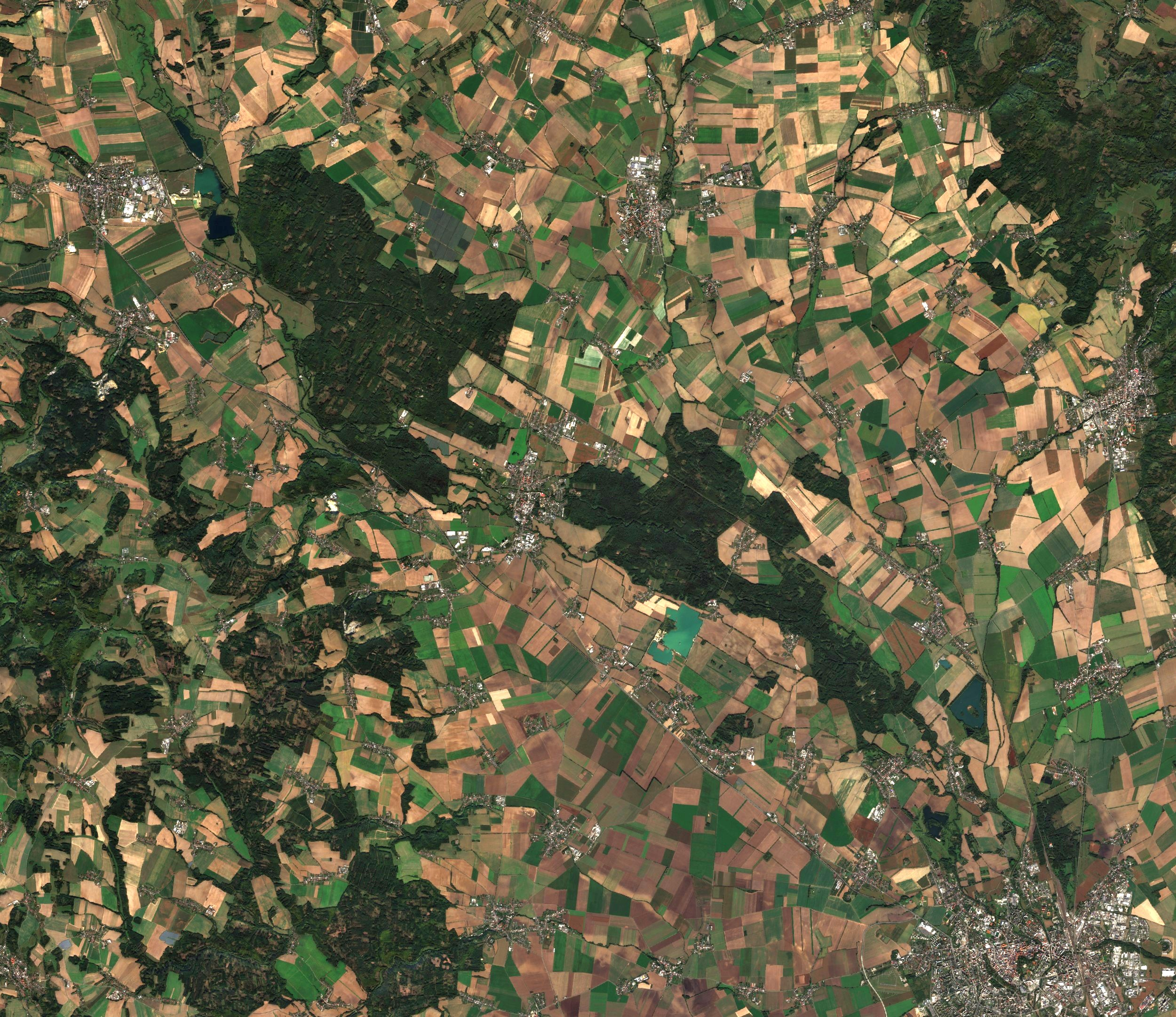
Litovelské Pomoraví ze družice Sentinel-2 (2021). Zřetelné jsou lužní lesy mezi Olomoucí (vpravo dole) a Litovlí (přibližně uprostřed) a lužní lesy a doubravy severozápadně od Litovle.

### Poloha a rozloha
CHKO Litovelské Pomoraví se nachází na severu střední Moravy mezi městy Olomouc a Mohelnice. Většina jeho území leží v okrese Olomouc. Pouze severozápadní část CHKO zasahuje do okresu Šumperk. Jeho celková rozloha je 9329 ha.

### Geologie
Geologický podklad Doubravy tvoří spodnokarbonské droby a břidlice; pouze v prostoru J od obce Králová se vyskytují fylity devonského stáří. Vápence devonského stáří tvoří vrch Třesín, skalní dno údolí Moravy mezi Řimicemi, Novými Zámky a Mladčí a v ojedinělých výchozech vystupují i podél J úpatí hřbetu Doubravy. Třesínské vápence mají složitou strukturu a je do nich zavrásněno několik pruhů spodnokarbonských břidlic. Nivu Moravy tvoří kvartérní sedimenty: štěrkopísky, písky a fluviální hlíny.

### Geologické členění
Neogenní pokryv reprezentují neogén Hornomoravského úvalu (území od Olomouce po Mladeč) a neogén Mohelnické brázdy (PR Moravičanské jezero severně od Moravičan). Moravskoslezský a spodní devon reprezentují spodní karbon Drahanské vrchoviny (lesní komplex Doubrava) a devon konicko-mladečský (Třesín).

### Geomorfologie
Reliéfem je většinou rovina s výškovou členitostí do 30 m, postupně k severu plochá pahorkatina se členitostí 30–75 m až členitá pahorkatina se členitostí 75–100 m v jižní části Úsovské vrchoviny.
Z geomorfologického hlediska zaujímá střední část Olomoucko-litovelské sníženiny Hornomoravského úvalu, jižní část Mohelnické brázdy a střední část Třesínského prahu. Nejnižším bodem je koryto řeky Moravy na jižní hranici CHKO (210 m n. m.) a nejvyššími body jsou Jelení vrch (344,9 m n. m.) a Třesín (344,9 m n. m.).
Seznam geomorfologických jednotek:
- Provincie: Západní Karpaty
  - Soustava: Vněkarpatské sníženiny
    - Podsoustava: Západní Vněkarpatské sníženiny
      - Celek: Hornomoravský úval
        - Podcelek: Středomoravská niva
        - Podcelek: Uničovská plošina
          - Okrsek: Červenecká rovina
- Provincie: Česká vysočina
  - Soustava: Krkonošsko-jesenická soustava
    - Podsoustava: Jesenická podsoustava
      - Celek: Mohelnická brázda
      - Celek: Hanušovická vrchovina
        - Podcelek: Úsovská vrchovina
          - Okrsek: Medlovská pahorkatina

      - Celek: Zábřežská vrchovina
        - Podcelek: Bouzovská vrchovina
          - Okrsek: Ludmírovská vrchovina

### Klimatické poměry
Jedná se o teplou klimatickou oblast T2. Pouze část Třesína patří do mírně teplé oblasti MT-11. Roční chod relativní vlhkosti vzduchu Olomouckého kraje má kontinentální ráz. Průměrná teplota: 8,4 °C (Olomouc). V celoročním průměru má území poměrně málo srážek (600 mm), protože se projevuje srážkový stín v závětří Zábřežské vrchoviny a Úsovské vrchoviny. Průměrný roční úhrn srážek: Olomouc 612 mm, Litovel 566 mm, Mohelnice 619 mm. V letech 1975–1990 poklesla srážková činnost v lesním hospodářském celku Březová o 12 % z 612 mm na 544 mm.

### Půdy
Půdami jsou glejové fluvizemě v širokém pásu táhnoucím se podél řeky Moravy. Modální hnědozemě jsou v oblasti Střeně, Měníka a u obce Králová. V komplexu Doubravy převažují mezotrofní až eutrofní hnědozemní půdy (obecně modální kambizemě). V oblasti Nové Zámky až Nový Dvůr jsou výrazné stopy oglejení či pseudoglejení (obecně modální pseudogleje). Na velmi malou část území CHKO zasahují také luvické černozemě ze spraší Z od obce Pňovice. Na vápencích Třesína se tvoří hnědá rendzina.

### Hydrologie

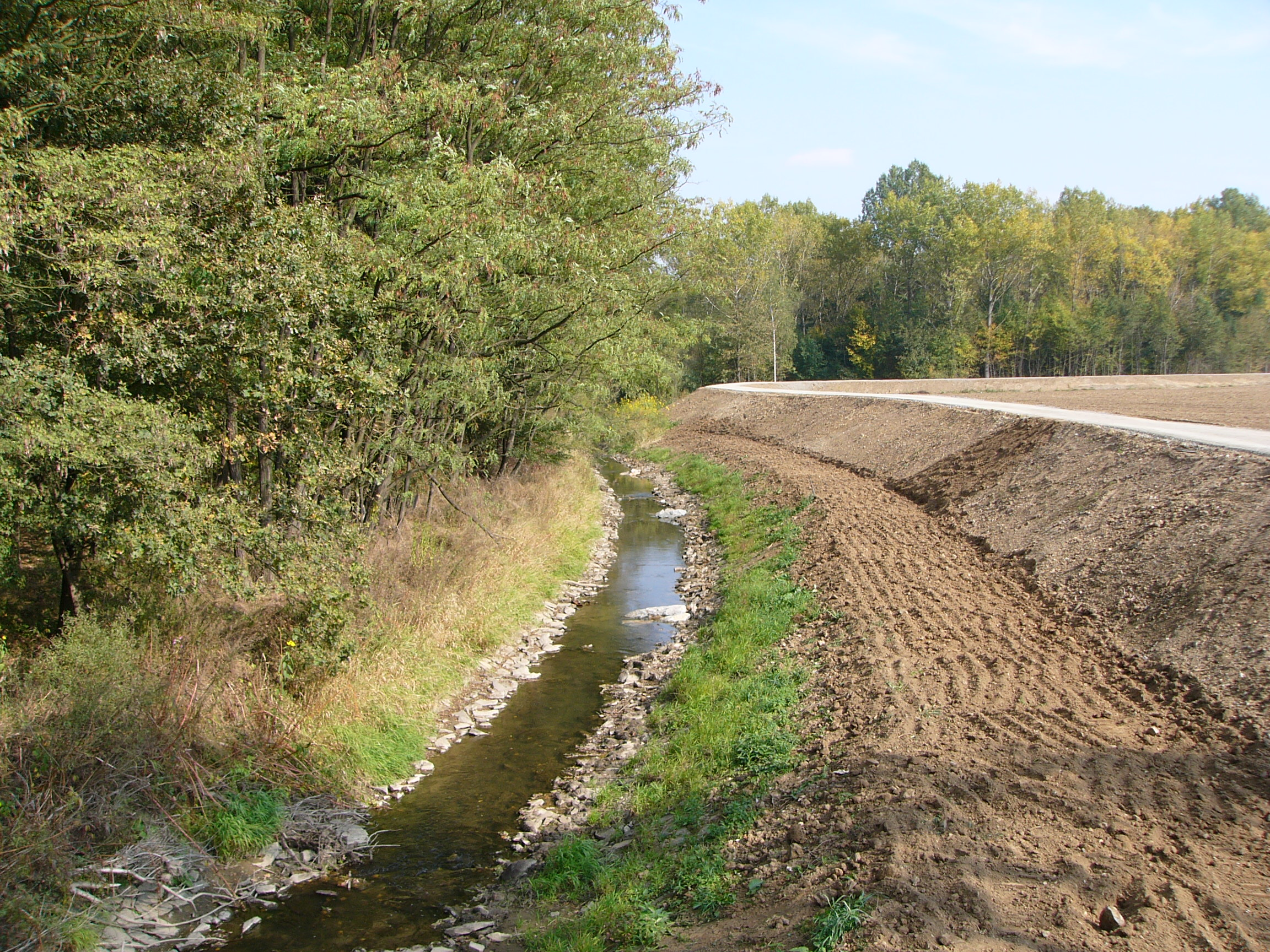
Selská hráz severně od obce Horka nad Moravou umožňuje rozliv povodní v lužním lese a chrání pole a obce. Slouží jako protipovodňová hráz. Stav těsně po stavbě/rekonstrukci r. 2004

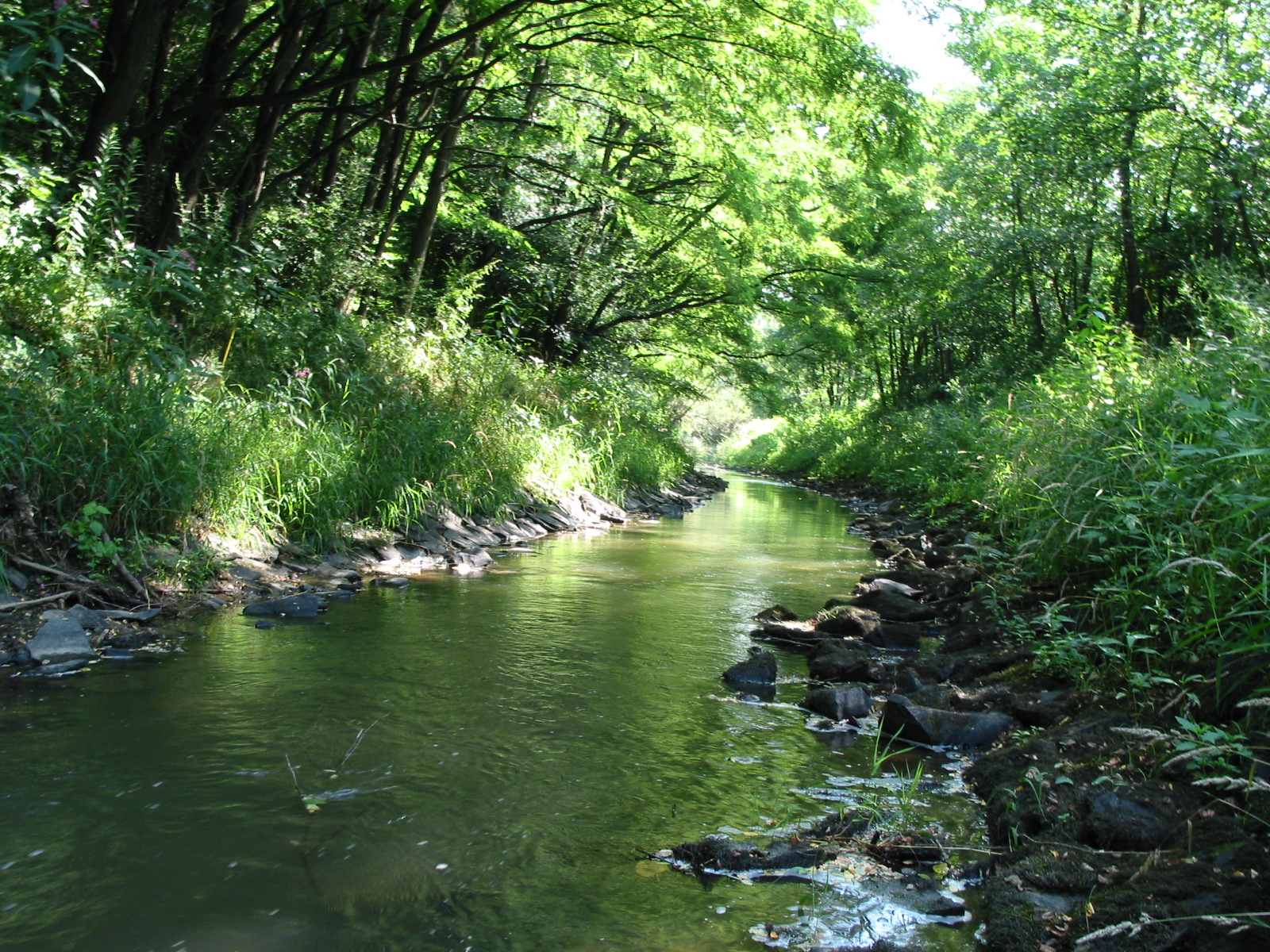
Stav lokality před výstavbou

Unikátní říční síť se řadí mezi anastomózní říční systémy. V lužních lesích se tok větví na boční stálá a periodická říční ramena, která se nazývají smuhy (hanácky: smohe). Smuhy během jara postupně vysychají a mění se na periodické tůně. Během léta většinou vysychají úplně. Záplavový (inundační) režim je dosud nenarušen a umožňuje tak přirozené pedogenetické fluviální procesy. V oblasti se nacházejí 2 významné jezy: řimický jez a hynkovský jez. Ochranu sídel zajišťují selské hráze. Kvartérní štěrkopísky mají vysoké zvodnění a slouží jako zdroje pitné vody. Vodárenské jímání podzemní vody ohrožuje vodní režim v oblasti a v minulosti např. vedlo ke zničení vápnitého slatiniště a prameniště Čerlinka.
- Vodní toky — Morava, Mlýnský potok / Střední Morava / Malá voda, Častava, Cholinka, Benkovský potok, Kobylník, Třídvorka, Odrážka (Bahenka), Pacovka, Čerlinka, Hradečka, Doubravka, Mírovka, Újezdka
- Vodní plochy — Moravičanské jezero, Chomoutovské jezero, Podhradní rybník, Rozvišť, Bázlerova pískovna
- Ostatní — Řimické vyvěračky

### Potenciální přirozená vegetace

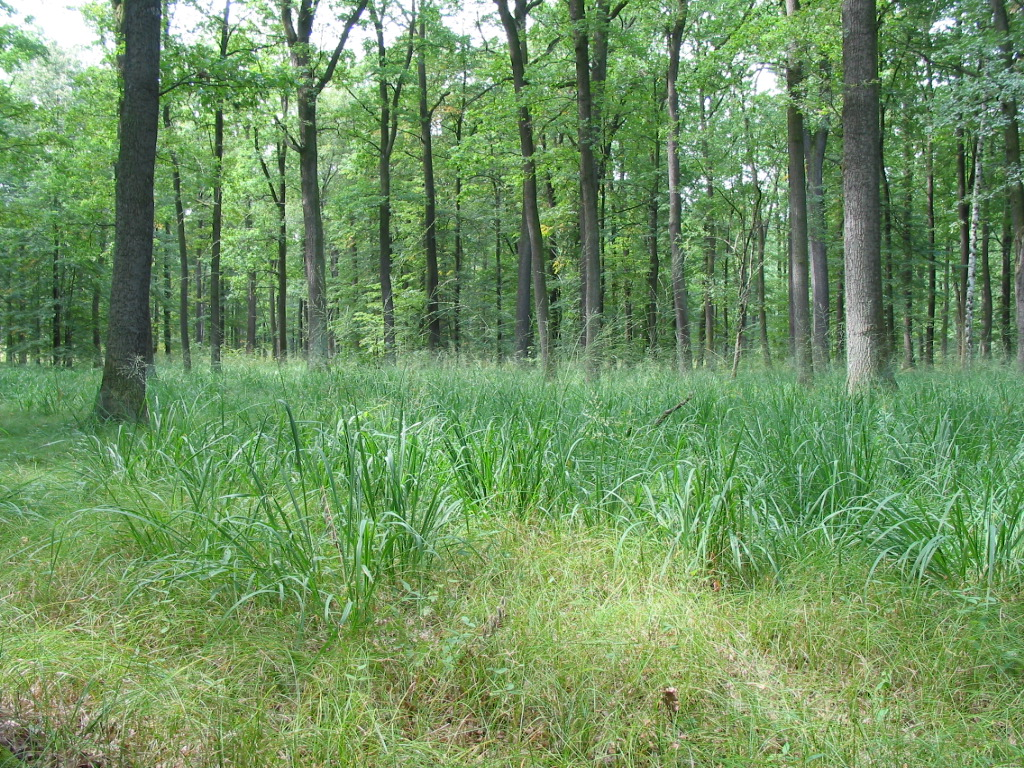
Bezkolencová lipová dubohabřina Tilio-Carpinetum molinietosum v PR U spálené

Přirozený lesní kryt tvoří na většině území CHKO různé typy lužních a bažinných lesů. Jsou to zejména jilmové doubravy společenstva Ficario-Ulmetum campestris patřící mezi tvrdé luhy nížinných řek L2.3 a na místech se stagnující vodou mokřadní olšiny L1 společenstva Carici elongatae-Alnetum. Menší část pokrývají dubohabřiny a lipové doubravy. Černýšová dubohabřina Melampyro nemorosi-Carpinetum v okolí Střeně a Jeleního kopce Z od Střelic patří mezi hercynské dubohabřiny L3.1. Lipová dubohabřina Tilio-Carpinetum severozápadněji od Jeleního kopce přes vrch Kukačka směrem k obci Stavenice a území mezi Sobáčovem a Řimicemi patří mezi polonské dubohabřiny L3.2. Výjimečně na jižních expozicích doznívají z jihu fragmenty acidofilních teplomilných doubrav L6.5 společenstva Sorbo torminalis Quercetum.

### Současná vegetace

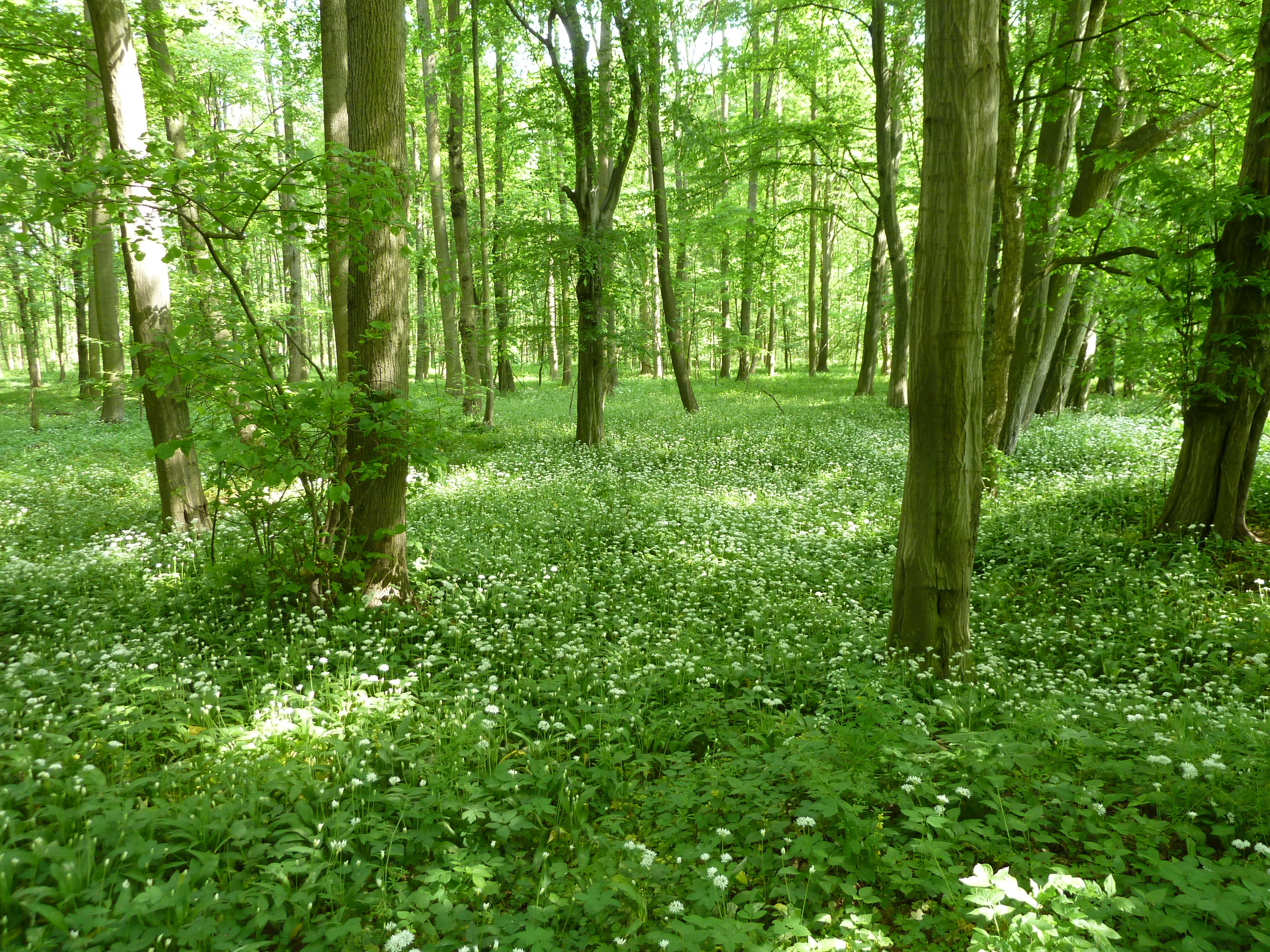
Lužní les poblíž Mladče

Většina území CHKO se rozkládá v údolní nivě řeky Moravy s lužními lesy, loukami, mokřady, tůněmi a zatopenými pískovnami. Dalšími biotopy na území CHKO jsou teplomilné chlumní doubravy v severní části a dubohabrové a bukové lesy. V lesích převažuje přirozená druhová skladba. Nadregionální význam má hlavně nezregulovaný přírodní meandrující tok řeky Moravy.
Na trvale zamokřených místech rostou olšové vrbiny. Tato vzácná společenstva lze nalézt v PR Kačení louka, PR Plané loučky a fragmentálně také v PR Litovelské luhy. Nejcennější typ lužních lesů jsou vrbiny jako tzv. měkký luh. Rostou na náplavech jako iniciální stadium zejména v NPR Ramena řeky Moravy, v PR Litovelské luhy a v PP Pod Templem. Na vrbiny na pravidelně zaplavovaných místech navazují topolojilmové jaseniny a dále od řeky dubové jaseniny. V místech, která jsou zaplavována jen výjimečně, rostou habrojilmové jaseniny jako tzv. tvrdý luh. Tvrdý luh je chráněn v těchto rezervacích: NPR Vrapač, PR Hejtmanka, PR Litovelské luhy, PR Kenický, PR Panenský les.
Dalšími cennými rostlinnými společenstvy jsou vlhké aluviální louky. Z nich je nejvýznamnější PR Plané loučky a dále PP Daliboř, PP Hvězda, PP Za mlýnem a PR Novozámecké louky. PR Kačení louka je významná společenstvy ostřic.
V nadmořských výškách přibližně od 250 m n. m. nastupují dubohabrové lesy cenné zejména na exponovaných svazích s jižní a jihovýchodní expozicí (NPP Třesín, PR Doubrava). Starý bukový les je chráněn v PR Bradlec.
V zatopených pískovnách (PP Bázlerova pískovna, jezero Poděbrady, PP Chomoutovské jezero, PR Moravičanské jezero) rostou nejrůznější společenstva vodních a mokřadních rostlin v různém stadiu sukcese. Na písčitých náplavech PR Moravičanské jezero roste kriticky ohrožená přeslička různobarvá Hippochaete variegata.
V CHKO rostou také některé nepůvodní druhy a neofyty. Místy se vyskytují v lužním lese nepůvodní smrkové monokultury, které byly vysazovány jako úkryty pro bažanty. Výsadby hybridních topolů a šíření bolševníku velkolepého (Heracleum mantegazzianum) správa CHKO zastavila a zlikvidovala. V PP Častava a PP Malá voda jsou zaznamenány výskytykřídlatky (Reynoutria sp.) Břehové zóny všech toků zasáhla netýkavka žláznatá (Impatiens glandulifera), místy je hojná také netýkavka malokvětá (Impatiens parviflora), vrbovka žláznatá (Epilobium ciliatum) a slunečnice topinambur (Helianthus tuberosus). Šíření neofytů na říčních náplavech je správou CHKO redukováno. Na PR Chomoutovské jezero se vyskytuje celík kanadský (Solidago canadensis) a javor jasanolistý (Acer negundo).

### Biogeografie
Provincie středoevropských listnatých lesů, podprovincie hercynská, biogeografický region litovelský.

### Fytogeografické členění
Jedná se o rozhraní termofytika a mezofytika. Fytogeografickou oblast termofytikum (Thermophyticum) zastupuje území Hornomoravského úvalu. Jde o fytogeografický obvod panonské termofytikum (Pannonicum). Mezofytikum (Mesophyticum) zastupuje Zábřežsko-uničovský úval a Bouzovská pahorkatina. Jde o fytogeografický obvod českomoravské mezofytikum (Mesophyticum Massivi bohemici). Z fytogeografického hlediska jsou významné lokality hradisko v PR Doubrava a Třesín s výskytem náročnějších rostlinných termofytů.

### Vegetační stupně
Lesní vegetace odpovídá 1. až 4. vegetačnímu stupni (dubový, buko-dubový, dubobukový, bukový) ve smyslu geobiocenologickém podle Zlatníka. Inverzní rostlinná společenstva 4. vegetačního stupně se vyskytují na strmých SV svazích Třesína.

### Krajinný pokryv
56 % lesy, zemědělská půda 27 % (louky 9,5 %, ostatní zemědělská půda 17,5 %), vodní plochy 8 %, zastavěné a ostatní pozemky 9 %. Podíl mokřadů je 43 % (stálé vodní plochy 7 %, periodické vodní plochy 36 %).

### Fauna
Bohaté populace ryb a obojživelníků. Pravidelné hnízdění asi 100 druhů ptáků.
Příklady výskytu živočichů:
- Obojživelníci a plazi: skokan štíhlý, čolek obecný, užovka obojková
- Šelmy: vydra říční
- Hlodavci: bobr evropský
- Měkkýši: svinutec zploštělý, Anisus vorticulus, Gyraulus rossmaessleri, Pisidium pseudosphaerium, Cochlicopa nitens
- Korýši: rak říční, listonoh jarní, žábronožka sněžní
- Hmyz:
  - krascovití – Lampra mirifica, Anthaxia deaurata
  - kovaříkovití – Selatosomus cruciatus
  - tesaříkovití – Saphanus piceus, Saperda octopunctata, Oplosia fennica aj.

## Status území
- Chráněná krajinná oblast Litovelské Pomoraví

(anglicky: Litovelské Pomoraví PLA). Vyhlášena 29. října 1990 vyhláškou MŽP ČR č. 464/1990. Rozloha: 9600 ha.
- Chráněná oblast přirozené akumulace vod Kvartér řeky Moravy
- Mezinárodně významný mokřad, zapsáno 2. listopadu 1993. Rozloha: 5 122 ha. Splňuje kritéria 1 (mezinárodně významný, jedinečný příklad v biogeografickém regionu) a kritérium 3 (význam pro biodiverzitu rostlin a/nebo živočichů.)

Pravděpodobně splňuje i kritérium 2 (podporuje vzácné, ohrožené a kriticky ohrožené druhy nebo ohrožené ekosystémy). To ale zatím nebylo oficiálně schváleno.
Natura 2000
- Ptačí oblast Litovelské Pomoraví je podle nařízení vlády 23/2005 Sb. jedna ze 41 ptačích oblastí ochrany ptáků v České republice. Rozloha: 9318,57 ha, kód: CZ0711018.[3]
- Litovelské Pomoraví je navrženo jako evropsky významná lokalita (kód: CZ0714073) a je zapsáno na návrhu národního seznamu, který byl schválen 22. prosince 2004 a poslán do Bruselu.

### Biocentra

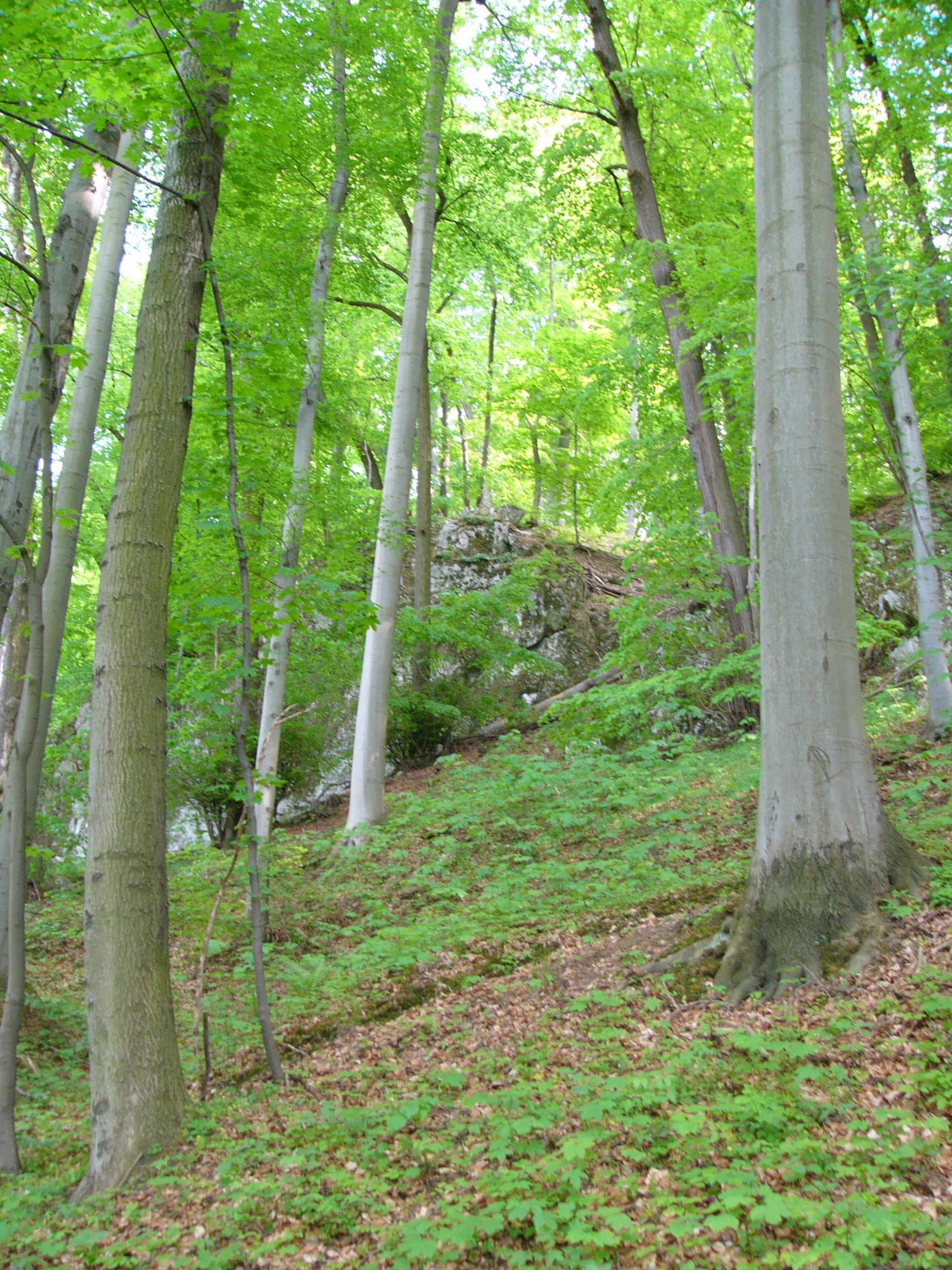
Vápnomilná bučina ve východní části NPP Třesín

- Nadregionální biocentrum „Vrapač – Doubrava“ (1100 ha)
- Nadregionální biocentrum „Ramena řeky Moravy“ nazývané také „Litovelské Pomoraví – luh“ (1600 ha).
- Regionální biocentra: „Pňovický luh“ (80 ha), Třesín (120 ha).

## Maloplošná zvláště chráněná území
Národní přírodní rezervaceRamena řeky Moravy, Vrapač
Národní přírodní památkyTřesín, Na skále, Park v Bílé Lhotě
Přírodní rezervacePR Doubrava, PR Hejtmanka, PR Kačení louka, PR Kenický, Litovelské luhy, Moravičanské jezero, Panenský les, Plané loučky
Přírodní památkyChomoutovské jezero, Bázlerova pískovna, Častava, Daliboř, Hvězda, Kurfürstovo rameno, Malá Voda, U přejezdu, U Senné cesty, V Boukalovém, Zátrže, Za mlýnem

## Antropogenní vlivy
Za posledních 50 let nastaly velmi výrazné změny spíše k horšímu:
- Úpravy vodního režimu toků, např. regulace Třídvorky.
- Vodárenská exploatace jímáním podzemní vody v jímacím území Litovel – Čerlinka a Olomouc – Černovír pravděpodobně vedla k výraznějšímu poklesu hladiny podzemní vody v území. Porovnání úrovně hladiny podzemní vody s jejím čerpáním a srážkovými úhrny však dosud nebylo provedeno.
- Výstavba dálnice v oblasti Třesínského prahu zlikvidovala za hlubokého komunismu (r. 1972) z evropského hlediska unikátní sufózní prameny a z krajinářského hlediska přivodila nevratnou destrukci tohoto území. Stavbou dálnic jsou však podobným způsobem i v dnešní době ohrožována a likvidována jiná CHKO: mokřadní krajina v Poodří a evropsky unikátní sopečné pohoří České středohoří.

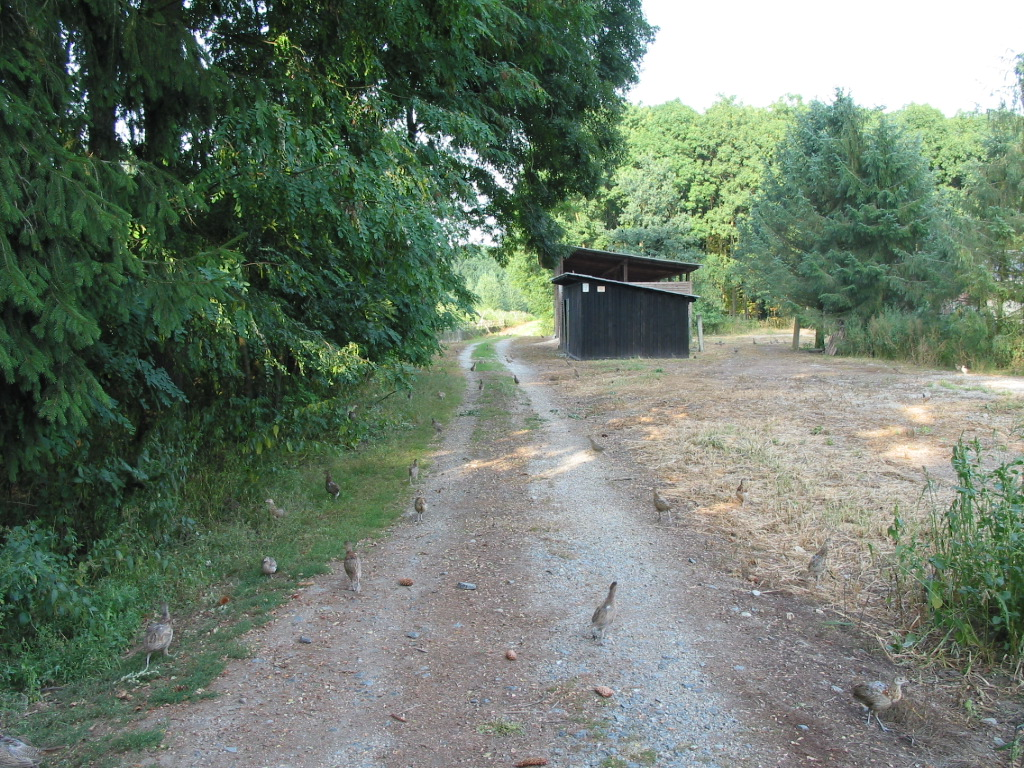
Chov nepůvodního druhu bažanta obecného v CHKO

- V letech 1962–1991 byla v provozu velkobažantnice Střeň – Březová a dosud je v omezené míře v provozu. Celkové vyhodnocení vlivu bažantnice na biotu není provedeno.
- Zejména v minulosti byly půdy silněji zatěžovány imisemi a úlety popílku s těžkými kovy.
- Od r. 1970 se projevuje na většině území Doubravy systémové virové onemocnění zvané malolistost lip a od r. 1974 nabírá již jejich odumírání kalamitního charakteru. Dochází k nahodilé těžbě lip a jejich souší v takové míře, že se porosty značně prosvětlují a v důsledku toho se půda rychle zabuřeňuje. V průměru vznikla mezi léty 1980–1989 každým rokem na polesí Úsov holina o velikosti 12 ha. V místech výskytu onemocnění byla zastavena výsadba lípy. Celkově se zastoupení lip na bývalém polesí Mladeč a Úsov v letech 1970–1989 snížilo o 9 %, tzn. o 287 ha. Bylo zjištěno pH půdy mezi 3,3 až 3,9. Jako protiopatření bylo provedeno vápnění 500 ha lesa v dávce 1,1 t/ha a ještě třikrát v dávce 2 t/ha.